# Österreichische Alpine Skimeisterschaften 1950
Die Alpinbewerbe der Österreichischen Skimeisterschaften 1950 fanden vom 9. bis zum 12. Februar in Bad Aussee statt. Zugleich wurden auch die Meister in den nordischen Disziplinen gekürt. Die Spitzenläufer fehlten, da diese sich bereits in den Vereinigten Staaten von Amerika befanden, um in Aspen an den Trainingsläufen der Alpinen Skiweltmeisterschaften teilzunehmen.

## Herren

### Abfahrt
| Platz | Name             | Zeit       |
| ----- | ---------------- | ---------- |
| 1     | Rudi Moser       | 3:14,2 min |
| 2     | Otto Linher      | 3:16,0 min |
| 3     | Erich Sailer     | 3:20,4 min |
| 4     | Othmar Schneider | 3:21,5 min |
| 5     | Bruno Zeilhofer  | 3:21,6 min |
| 6     | Karl Fahrner     | 3:22,0 min |

Datum: 9. Februar 1950

Ort: Bad Aussee

Piste: Hochanger

Streckenlänge: 3500 m, Höhendifferenz: 800 m

### Slalom
| Platz | Name             | Zeit       |
| ----- | ---------------- | ---------- |
| 1     | Rudi Moser       | 1:43,8 min |
| 2     | Otto Linher      | 1:44,8 min |
| 3     | Karl Fahrner     | 1:45,2 min |
| 4     | Othmar Schneider | 1:46,8 min |
| 5     | Stöcklmaier      | 1:50,0 min |
| 6     | Rasp             | 1:50,1 min |

Datum: 12. Februar 1950

Ort: Bad Aussee

### Kombination
Die Kombination setzt sich aus den Ergebnissen von Slalom und Abfahrt zusammen.
| Platz | Name             | Punkte |
| ----- | ---------------- | ------ |
| 1     | Rudi Moser       | 00,00  |
| 2     | Otto Linher      | 02,16  |
| 3     | Karl Fahrner     | 06,58  |
| 4     | Othmar Schneider | 06,67  |
| 5     | Bruno Zeilhofer  | 10,83  |

## Damen

### Abfahrt
| Platz | Name                | Zeit       |
| ----- | ------------------- | ---------- |
| 1     | Annelore Zückert    | 3:00,4 min |
| 2     | Trude Klecker       | 3:01,6 min |
| 3     | Maria Stüger        | 3:05,0 min |
| 4     | Olga Simonlehner    | 3:10,6 min |
| 5     | Ria Schwarzenbacher | 3:10,9 min |

Datum: 9. Februar 1950

Ort: Bad Aussee

Piste: Hochanger

Streckenlänge: 2800 m, Höhendifferenz: 500 m

### Slalom
| Platz | Name             | Zeit       |
| ----- | ---------------- | ---------- |
| 1     | Annelore Zückert | 1:46,1 min |
| 2     | Resi Schweiger   | 1:47,6 min |
| 3     | Sophie Nogler    | 1:49,7 min |
| 4     | Maria Stüger     | 1:50,9 min |
| 5     | Resi Tomandl     | 1:52,6 min |

Datum: 11. Februar 1950

Ort: Bad Aussee

Piste: Tressensattel

Höhendifferenz: 115 m

Tore: 29
Der Slalom war für den 10. Februar geplant, musste aber wegen Regens um einen Tag verschoben werden.

### Kombination
Die Kombination setzt sich aus den Ergebnissen von Slalom und Abfahrt zusammen.
| Platz | Name             | Punkte |
| ----- | ---------------- | ------ |
| 1     | Annelore Zückert | 00,00  |
| 2     | Maria Stüger     | 07,60  |
| 3     | Sophie Nogler    | 11,47  |
| 4     | Trude Klecker    | 12,63  |
| 5     | Resi Schweiger   | 14,25  |